# Thyranthrene
Thyranthrene é um gênero de traça pertencente à família Brachodidae.